# Associação Brasileira de Mecânica dos Solos e Engenharia Geotécnica
A Associação Brasileira de Mecânica dos Solos e Engenharia Geotécnica (ABMS) é uma entidade fundada em 1950 que representa oficialmente a geotecnia brasileira na International Society for Soil Mechanics and Geotechnical Engineering (ISSMGE),  na International Society for Rock Mechanics (ISRM) e na International Tunnelling Association (ITA), com o objetivo de congregar os profissionais brasileiros que atuam nas áreas da Geotecnia e da Mecânica dos solos.

## História
A ABMS foi fundada no dia 21 de julho de 1950, com o nome de Associação Brasileira de Mecânica dos Solos. Em 1996, com a ampliação das suas atividades técnicas e científicas, passou a se chamar Associação Brasileira de Mecânica dos Solos e Engenharia Geotécnica, mas foram mantidos a sigla (ABMS) e o seu logotipo.
Em 1978 a Revista Solos e Rochas foi lançada na UFRJ e passou a ser a revista técnica oficial da ABMS em 1980, sendo lançada com periodicidade quadrimestral. Vinte anos depois, em 1998, a Revista passou a ser Revista Latinoamericana de Geotecnia e, em 2007, passou a ser publicada internacionalmente, com a ABGE e a SPG, sob o nome Soils and Rocks.
Desde julho de 2003, o boletim informativo da ABMS vem sendo publicado na forma eletrônica com o nome e-ABMS.

### Cronologia
- 1950 - Fundação da ABMS, no dia 21 de julho.
- 1951 - Publicação do 1º volume dos Anais da ABMS.
- 1959 - A ABMS teve sua sede fixada em São Paulo, no IPT.
- 1960 - A ABMS passou a representar o Brasil no Comitê Internacional de Grandes Barragens.
- 1962 - Foi fundado o Núcleo Regional da Bahia.
- 1963 - Foi criado o Prêmio Terzaghi da ABMS.
- 1964 - A ABMS filiou-se à Federação Latino-Americana de Mecânica dos Solos.
- 1965 - Foi criado o Comitê Brasileiro de Mecânica das Rochas (CBMR).
- 1970 - Foi criado o Prêmio José Machado da ABMS.
- 1974 - A ABMS confirma a fixação de sua sede no IPT, em São Paulo.
- 1976 - foi criado o Núcleo Regional Nordeste, com sede em Recife.
- 1978 - Lançamento da Revista Solos e Rochas na COPPE. Também foi criado o Núcleo Regional de Brasília, atual Núcleo Regional Centro-Oeste.
- 1980 - Foi criado o Prêmio Manuel Rocha da ABMS.
- 1983 - É lançado o primeiro número do Boletim Nacional, informativo bimestral da ABMS, em abril. Foram criados os núcleos regionais do Paraná - Santa Catarina, com sede em Curitiba, e do Norte, sediado em Belém.
- 1987 - Foi ciada a Comissão Técnica de Geossintéticos da ABMS e a Revista Solos e Rochas passou a ser co-editada pela ABGE.
- 1988  - ABMS passou a ser considerada uma entidade de utilidade pública.
- 1989 - O núcleo regional do Nordeste foi reativado.
- 1990 - Foi criado o Comitê Brasileiro de Túneis (CBT) da ABMS.
- 1993 - Foi criada a Comissão Técnica de Geotecnia Ambiental da ABMS.
- 1996 - Mudança da designação da ABMS para Associação Brasileira de Mecânica dos Solos e Engenharia Geotécnica, mantendo porém a sigla (ABMS) e o logotipo.
- 1997 - Foi criada a Comissão Técnica de Investigação de Campo.
- 1998  - Foram criados o Prêmio Costa Nunes da ABMS e a Comissão Técnica de Taludes.
- 2000 - Celebração do Jubileu de Ouro da ABMS, com o lançamento do Livro ABMS - 50 Anos, durante o 4º SEFE, em São Paulo.
- 2001 - Eleição do novo presidente da ITA, associado ABMS Prof. Dr. André P. Assis.
- 2002 - 12º Cobramseg/ 1º Luso-Brasileiro / 3º SBMR, em São Paulo.
- 2003 - 5º Congresso Brasileiro de Geotecnia Ambiental, em Porto Alegre.
- 2004 - Criada a Comissão Técnica de Fundações da ABMS.
- 2005 - Waldemar Hachich é eleito vice-presidente da ISSMGE na América do Sul.
- 2006 - Lançamento do livro “Túneis do Brasil” pelo CBT.
- 2007 -  Soils and Rocks e a Revista Geotecnia passam a ser co-editadas pela ABMS, ABGE e SPG. Criação das Comissões Técnicas de Aterros Sanitários e de Infra-estrutura Urbana.
- 2008 - Falecimento do Eng. Antonio Dias Ferraz Nápoles Neto, ex-presidente da ABMS.
- 2009 - Falecimento do Eng. Victor F. B. de Mello
- 2010 - Lançamento do Livro “A História da Engenharia Geotécnica” – 60 Anos da ABMS.
- 2011 - A ABGE deixa de co-editar a revista Soils & Rocks.
- 2012 - Criação do Núcleo Regional Norte, criação aprovada na Reunião do Conselho de Porto de Galinhas, PE.
- 2013 - Jarbas Milititsky, ex-presidente da ABMS Nacional foi eleito vice-presidente da ISSMGE (International Society for Soil Mechanics and Geotechnical Engineering) para a América Latina.
- 2014 - Cobramseg aconteceu em Goiânia, GO – XVII Congresso Brasileiro de Mecânica dos Solos e Engenharia Geotécnica.
- 2015 - Falecimento do Eng. Rui T. Mori, ex-presidente da ABMS.
- 2016 - Lançamento da 3ª edição do livro “Fundações – Teoria e Prática”, durante o Cobramseg de Belo Horizonte, MG.
- 2017 - Criação do Núcleo Regional Espírito Santo, aprovada na Reunião do Conselho de São Paulo, SP
- 2018 - Cobramseg aconteceu na Bahia, BA - XIX Congresso Brasileiro de Mecânica de Solos e Engenharia Geotécnica.
- 2019 - Falecimento do Prof. Dr. Jacques de Medina, associado emérito da ABMS e um dos fundadores da Associação Brasileira de Pavimentação.

#### Presidentes
- 1950-52 - Milton Vargas
- 1952-54 - Antonio J. Costa Nunes
- 1954-55 - Mario Brandi Pereira
- 1955-56 - Casemiro J. Munarski
- 1956-58 - Francisco Pacheco Silva
- 1958-60 - Samuel Chamecki
- 1960-64 - Antonio D. F. Nápoles Neto
- 1964-66 - Victor F. B. de Mello
- 1966-68 - José Machado
- 1968-70 - Raymundo J. D’Araújo Costa
- 1970-72 - Fernando E. Barata
- 1972-74 - Sigmundo Golombek
- 1974-76 - Araken Silveira
- 1976-78 - Alberto H. Teixeira
- 1978-80 - Dirceu de A. Velloso
- 1980-82 - Carlos de Sousa Pinto
- 1982-84 - Jaime de A. Gusmão Filho
- 1984-86 - Rui Taiji Mori
- 1986-88 - Faiçal Massad
- 1988-92 - Francis Bogossian
- 1992-96 - Sussumu Niyama
- 1996-00 - Willy de A. Lacerda
- 2000-04 - Waldemar Coelho Hachich
- 2004-08 - Alberto S. F. J. Sayão
- 2009-10 – Jarbas Milititsky
- 2011-12 – Arsenio Negro Jr.
- 2013-16 – André P. de Assis
- 2017-18 - Alessander C. M. Kormann
- 2019-20 - Alexandre Duarte Gusmão

#### Presidente de Honra
- Odair Grillo (1966)

#### Associado Honorário
- Arthur Casagrande (1980)

#### Associados Eméritos
- Mario Brandi Pereira (1980)
- Victor F. B. de Mello (1986)
- Alberto Ortenblad (1987)
- Antonio José da Costa Nunes (1988)
- Milton Vargas (1988)
- Raymundo D´Araujo Costa (1988)
- Fernando Emmanuel Barata (1994)
- Dirceu Alencar Velloso (1996)
- Casemiro José Munarski (1996)
- Antônio D. F. Nápoles Neto (1996)
- Sigmundo Golombek (1996)
- Carlos de Souza Pinto (1998)
- Jacques de Medina (1998)
- Job S. Nogami (1998)
- Jaime de Azevedo Gusmão Filho (1998)
- Hernani Sávio Sobral (2000)
- Alberto Henrique Teixeira (2000)
- Pelópidas Silveira (2002)
- Willy Alvarenga Lacerda (2006)
- Moacyr Schwab de Souza Menezes (2007)
- Francis Bogossian (2008)
- Luciano Décourt (2014)

## Objetivos
Os objetivos da ABMS são:
- Congregar no Brasil os profissionais que atuam nas áreas:

-Mecânica dos solos,
-Engenharia de fundações,
-Obras de terra,
-Mecânica das rochas,
-Mecânica dos pavimentos,
-Túneis,
-Barragem,
-Geossintéticos,
-Geotecnia ambiental,
-Geomecânica de petróleo,
-Engenharia geotécnica.
- Representar e colaborar com as associações internacionais:

-ISSMGE,
-ISRM,
-ICOLD,
-ITA.
- Promover o intercâmbio entre especialistas geotécnicos e com associações técnicas de outros países;
- Estimular o progresso da técnica e a pesquisa científica;
- Realizar de forma periodica: congressos e reuniões para auxiliar a troca de informações entre os membros da ABMS, promovendo a apresentação de livros, artigos, relatórios e demais publicações técnicas;
- Manter uma revista científica para a publicação de trabalhos técnicos e um boletim contendo informações científicas;
- Colaborar com a Associação Brasileira de Normas Técnicas (ABNT) na elaboração e revisão de normas que se relacionam à geotecnia.

## Organização
A ABMS apresenta a seguinte organização administrativa:
- Conselho Diretor, composto por membros vitalícios (ex-presidentes) e membros eleitos para cada biênio.
- Direção Nacional.
- 11 Núcleos Regionais:

- Bahia,
- Centro-Oeste,
- Espírito Santo,
- Minas Gerais,
- Nordeste,
- Norte,
- Nordeste,
- Paraná/Santa Catarina,
- Rio de Janeiro,
- Rio Grande do Sul,
- São Paulo.
- 2 Comitês Brasileiros:

- Comitê Brasileiro de Túneis (CBT)
- Comitê Brasileiro de Mecânica das Rochas (CBMR)
- 9 Comissões Técnicas:

- Barragens
- Fundações
- Geossintéticos
- Geotecnia Ambiental
- Investigação de Campo
- Pavimentos
- Riscos
- Solos Não Saturados
- Taludes 

## Publicações
- ABMS - 50 Anos, 2000